# Pastovce
Pastovce (in ungherese Ipolypásztó) è un comune della Slovacchia facente parte del distretto di Levice, nella regione di Nitra.